# Jawbreaker
Jawbreaker – punkrockowy zespół z Nowego Jorku aktywny w latach 1986–1996. Na przestrzeni tych lat grupa nagrała cztery albumy studyjne.

## Historia
Zespół został założony przez wokalistę i gitarzystę Blake'a Schwarzenbacha, basitę Chrisa Bauermeistera i perkusistę Adama Pfahlera będącymi wtedy studentami na Uniwersytecie Nowojorskim. Po przeniesieniu się do Los Angeles wydali pierwszy album Unfun (1990). Dwa lata później nagrano Bivouac. W 1993 roku po wspólnych występach z Nirvaną zaczęto prace nad 24 Hour Revenge Therapy. W 1995 roku podpisali kontrakt z DGC Records i wydali dotychczas ostatni studyjny album Dear You. Porównując do poprzednich nagrań wokal Schwarzenbacha na ostatnim albumie jest mniej chrapliwy, a brzmienie znacząco wygładzone.
Złe relacje między muzykami (w szczególności między Schwarzenbachem a Bauermeisterem) doprowiadziły do rozpadu zespołu w 1996 roku. W 2017 roku Jawbreaker zagrało wspólnie kilka koncertów m.in. będąc headlinerem na Riot Fest. 
Biorąc pod uwagę powrót Jawbreaker powstał film dokumentalny Dont Break Down: A Film About Jawbreaker, który miał swoją premierę w sierpniu 2017 roku.

## Skład zespołu
- Blake Schwarzenbach – gitara elektryczna, wokal
- Chris Bauermeister – gitara basowa, wokal wspierający
- Adam Pfahler – perkusja

## Dyskografia
- Unfun (1990)
- Bivouac (1992)
- 24 Hour Revenge Therapy (1994)
- Dear You (1995)